# Surf de neu als Jocs Olímpics d'hivern de 2006 - Migtub femení
Als Jocs Olímpics d'Hivern de 2006 celebrats a la ciutat de Torí (Itàlia) es disputà una prova de surf de neu en categoria femenina en la modalitat de mig tub que formà part del programa oficial dels Jocs.
La prova es disputà el dia 13 de febrer de 2006 a les instal·lacions de Bardonecchia.
Hi participaren un total de 34 surfistes de 16 comitès nacionals diferents.

## Resum de medalles
| Or           | Argent           | Bronze        |
| Hannah Teter | Gretchen Bleiler | Kjersti Buaas |

## Resultats
Cada participant realitzà dues mànigues a la pista de migtub. Els dotze millors resultats passaren a la final, on tornaren a realitzar dues mànegues més. Dels dos resultats obtinguts s'eliminà el més baix per establir l'ordre definitiu per les medalles.
| Pos. | Nom                  | Qualificació | Qualificació | Qualificació | Final    | Final    |
| Pos. | Nom                  | Mànega 1     | Mànega 2     | Pos.         | Mànega 1 | Mànega 2 |
| ---- | -------------------- | ------------ | ------------ | ------------ | -------- | -------- |
| 1    | Hannah Teter         | 39.9         | —            | 3            | 44.6     | 46.4     |
| 2    | Gretchen Bleiler     | 41.6         | —            | 2            | 41.5     | 43.4     |
| 3    | Kjersti Buaas        | 19.2         | 41.9         | 8            | 40.9     | 42.0     |
| 4    | Kelly Clark          | 44.9         | —            | 1            | 41.1     | 38.1     |
| 5    | Torah Bright         | 32.0         | 43.1         | 7            | 17.0     | 41.0     |
| 6    | Elena Hight          | 33.1         | 36.8         | 10           | 29.4     | 37.8     |
| 7    | Manuela Laura Pesko  | 7.1          | 36.9         | 9            | 35.9     | 14.2     |
| 8    | Doriane Vidal        | 34.5         | —            | 6            | 26.1     | 35.7     |
| 9    | Shiho Nakashima      | 35.5         | —            | 5            | 33.1     | 30.6     |
| 10   | Soko Yamaoka         | 28.5         | 35.6         | 11           | 22.4     | 32.7     |
| 11   | Cheryl Maas          | 38.6         | —            | 4            | 8.7      | 16.5     |
| 12   | Chikako Fushimi      | 13.0         | 34.8         | 12           | 9.5      | 15.6     |
|      |                      |              |              |              |          |          |
| 13   | Sophie Rodriguez     | 33.9         | 33.8         | 13           |          |          |
| 14   | Tania Detomas        | 29.7         | 33.6         | 14           |          |          |
| 15   | Sarah Conrad         | 19.4         | 33.5         | 15           |          |          |
| 16   | Juliane Bray         | 17.1         | 32.2         | 16           |          |          |
| 17   | Paulina Ligocka      | 31.8         | 31.8         | 17           |          |          |
| 18   | Holly Crawford       | 19.0         | 29.9         | 18           |          |          |
| 19   | Cecile Alzina        | 25.7         | 28.0         | 19           |          |          |
| 20   | Kate Foster          | 16.4         | 24.7         | 20           |          |          |
| 21   | Dominique Vallee     | 31.5         | 24.5         | 21           |          |          |
| 22   | Anna Olofsson        | 27.4         | 24.4         | 22           |          |          |
| 23   | Maëlle Ricker        | 25.9         | 23.2         | 23           |          |          |
| 24   | Kendal Brown         | 22.9         | 22.4         | 24           |          |          |
| 25   | Romina Masolini      | 12.7         | 20.5         | 25           |          |          |
| 26   | Queralt Castellet    | 20.5         | 18.3         | 26           |          |          |
| 27   | Mercedes Nicoll      | 33.0         | 17.5         | 27           |          |          |
| 28   | Lei Pan              | 15.6         | 16.0         | 28           |          |          |
| 29   | Svetlana Vinogradova | 6.9          | 13.8         | 29           |          |          |
| 30   | Clara Villoslada     | 10.3         | 11.4         | 30           |          |          |
| 31   | Zhifeng Sun          | 11.3         | 10.2         | 31           |          |          |
| 32   | Maria Prusakova      | 8.5          | 8.2          | 32           |          |          |
| 33   | Lesley McKenna       | 1.4          | 5.2          | 33           |          |          |
| 34   | Melo Imai            | 7.2          | 1.4          | 34           |          |          |